# Aberto da República
L'Aberto da República è stato un torneo di tennis professionistico che si teneva a Brasilia in Brasile dal 2021. L'evento faceva parte dell'ATP Challenger Tour maschile nella categoria Challenger 80 con un montepremi di 52 080 $ e dell'ITF Women's World Tennis Tour femminile nella categoria W60 con un montepremi di 60 000 $. Si giocava sui campi in terra rossa (outdoor per gli uomini, indoor per le donne) dello Iate Club de Brasília.

## Albo d'oro

### Singolare maschile
| Anno | Campione         | Finalista               | Punteggio     |
| ---- | ---------------- | ----------------------- | ------------- |
| 2023 | Alejandro Tabilo | Román Andrés Burruchaga | 6–3, 7–6(6)   |
| 2022 | Non disputato    | Non disputato           | Non disputato |
| 2021 | Federico Coria   | Jaume Munar             | 7–5, 6–3      |

### Singolare femminile
| Anno | Campionessa       | Finalista        | Punteggio     |
| ---- | ----------------- | ---------------- | ------------- |
| 2022 | Iryna Shymanovich | Irina Chromačëva | 6–2, 5–7, 6–4 |
| 2021 | Panna Udvardy     | Elina Avanesjan  | 0–6, 6–4, 6–3 |

### Doppio maschile
| Anno | Campioni                           | Finalisti                               | Punteggio           |
| ---- | ---------------------------------- | --------------------------------------- | ------------------- |
| 2023 | Nicolás Barrientos André Göransson | Marcelo Demoliner Rafael Matos          | 7–6(3), 4–6, [11–9] |
| 2022 | Non disputato                      | Non disputato                           | Non disputato       |
| 2021 | Mateus Alves Gustavo Heide         | Luciano Darderi Genaro Alberto Olivieri | 6–3, 6–3            |

### Doppio femminile
| Anno | Campionesse                                 | Finaliste                              | Punteggio        |
| ---- | ------------------------------------------- | -------------------------------------- | ---------------- |
| 2022 | Amina Anshba Valeriya Strakhova             | Yvonne Cavalle-Reimers Rosa Vicens Mas | 6–3, 3–6, [10–6] |
| 2021 | Carolina Meligeni Alves María Lourdes Carlé | Valerija Strachova Olivia Tjandramulia | 6–2, 6–1         |